# Willi Iwanowitsch Tokarew

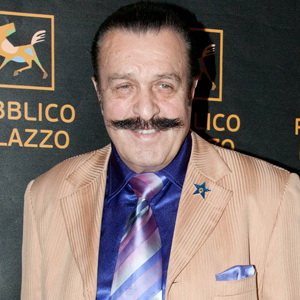
Willi Iwanowitsch Tokarew (2010)

Willi Iwanowitsch Tokarew (russisch Ви́лли Ива́нович То́карев; eigentlich Wilen Iwánowitsch Tokarew (russisch Виле́н Ива́нович То́карев), * 11. November 1934, Tschernischew, Autonome Oblast Adygeja; † 4. August 2019) war ein russischer Musiker.

## Leben und Wirken
Tokarews Vorfahren waren Kuban-Kosaken, die ihren Sohn Wilen nach dem Gründer der Sowjetunion Wladimir Iljitsch Lenin benannten. Später änderte er seinen Vornamen in Willi. In Leningrad studierte er am Leningrader Konservatorium. Während seines Studiums arbeitete er im Orchester von Anatoli Kroll und dann auch im Ensemble 
Druschba von Alexander Bronewizki mit der Sängerin Edita Pjecha, für das er auch komponierte. Er arbeitete im Orchester des Leningrader Radios und Fernsehens. Wegen der Verfolgung des Jazz und seiner Repräsentanten emigrierte er in die Vereinigten Staaten. Er gründete sein Label «One Man Band» und veröffentlichte dort über zwanzig Alben. 2005 zog Tokarew nach Moskau und eröffnete ein Aufnahmestudio. Seit 2006 war er Ehrenbürger des Moskauer Stadtteils Taganski.